# Jo Durie
Jo Durie (ur. 27 lipca 1960 w Bristolu) – brytyjska tenisistka, dwukrotna mistrzyni turniejów Wielkiego Szlema w grze mieszanej.
Rozpoczęła profesjonalną karierę w 1978 roku. Jako singlistka dotarła do półfinałów Roland Garros i US Open w 1983 oraz ćwierćfinałów Wimbledonu 1984 i Australian Open 1983. Wygrała dwa turnieje singlowe: w Mahwah i Sydney. Klasyfikowana była jako piąta zawodniczka świata.
W parze z rodakiem Jeremym Batesem wygrała rywalizację w grze mieszanej na Wimbledonie 1987 i Australian Open 1991. Wygrała pięć turniejów deblowych.
Klasyfikowana jako pierwsza zawodniczka Wielkiej Brytanii, zdobyła sześć tytułów mistrzyni kraju w grze pojedynczej i osiem w podwójnej.
Po zakończeniu kariery w 1995 roku pracuje dla tenisowej stacji telewizyjnej jako komentator.